# Ô tác Đại Ấn
Ô tác Ấn Độ lớn (danh pháp khoa học: Ardeotis nigriceps) là một loài chim trong họ Ô tác để phân biệt với Lesser Florican cũng là một loài Ô tác nhưng kích thước nhỏ hơn.
Ô tác Đại Ấn sinh sống ở Ấn Độ và Pakistan. Tổng cộng chỉ còn 250 cá thể và loài này nằm bên bờ vực tuyệt chủng. Ô tác Đại Ấn có kích thước:

## Nghiên cứu thêm
- Bhushan, B. (1985) The food and feeding behaviour of the Great Indian Bustard Choriotis nigriceps (Vigors). Class Aves: Otididae. M.Sc. dissertation. University of Bombay, Bombay.
- Dharmakumarsinhji RS (1957) Ecological study of the Great Indian Bustard Ardeotis nigriceps(Vigors)[ Aves: Otididae] in Kathiawar Peninsula, western India. J. Zool. Soc. India 9:139-52.
- Dharmakumarsinhji, RS (1962) Display, posturing and behaviour of the Great Indian Bustard Choriotis nigriceps (Vigors). Proc. 2nd All-India Congress. Zoology. Part 2:277-283